# Catedral de Santa María (Sandakan)
La Catedral de Santa María Es la iglesia madre de la diócesis de Sandakan que se encuentra como su nombre lo indica en la ciudad Sandakan, en el país asiático de Malasia. Durante el siglo XIX se erigió una prefectura con sede en Labuan, una isla frente a la costa noroeste de Borneo. En el período que se establecieron en el territorio las distintas estaciones misioneras, incluyendo la misión de Santa María Sandakan, un pequeño pueblo situado en el litoral de la isla de Borneo.
La primera iglesia fue creada como una cabaña de madera. En 1952, el Padre Anthony Mulders comenzó a trabajar en la actual catedral y todo el complejo de la misión, terminando el trabajo en 1961. En el mismo año se celebró la consagración de la iglesia por el obispo James Buis, vicario apostólico de Jesselton.